# Solidarité Scolaire
El Solidarité Scolaire es un equipo de fútbol de la Isla Guadalupe que milita en la División de Honor de Guadalupe, la primera liga de fútbol más importante del territorio.

## Historia
Fue fundado en el año 1917 en la comuna de Baie-Mahault, aunque el equipo nació en la ciudad de Pointe-à-Pitre. Es el equipo más viejo de Guadalupe y ha sido campeón de la Liga Guadalupense de Fútbol en 6 ocasiones, ha ganado el torneo de Copa en 5 oportunidades en 7 finales jugadas y 4 veces la Copa Regional en 5 finales.
A nivel internacional ha participado en 5 torneos continentales, donde su mejor participación ha sido en la Copa de Campeones de la Concacaf del año 1992, donde fue eliminado en la Segunda ronda por el Aiglon du Lamentin de Martinica.
Descendió en la Temporada 2010 al ubicarse en la última posición entre 14 equipos.
Años más tarde, regresó a la máxima categoría y en la temporada 2022 se coronó campeón por sexta vez en su historia rompiendo una racha de 29 años sin ganar un campeonato tras empatar en resultado reglamentario de 1:1 y ganar en la serie de penales 5:4 frente a La Gauloise.

## Palmarés
- División de Honor de Guadalupe: 6

1988, 1990, 1991, 1992, 1993, 2022
- Copa de Guadalupe: 5

1963, 1973, 1986, 1992, 1993
- - Finalista: 2

2002, 2006
- Copa Regional de Francia: 4

1963, 1986, 1990, 1999
- - Finalista: 1

2007

## Participación en competiciones de la CONCACAF
- Champions Cup: 4 apariciones

1989: primera ronda (zona caribeña); eliminado por  Réveil-Sportif 2-4 en el marcador global
1991: primera ronda (zona caribeña); eliminado por  US Marinoise 1-3 en el marcador global
1992: segunda ronda (zona caribeña); eliminado por  Aiglon du Lamentin 1-2 en el marcador global
1994: primera ronda (zona caribeña); eliminado por  Sithoc 3-4 en el marcador global
- Recopa de la Concacaf: 1 aparición

1993: segunda ronda